# 閱讀框架

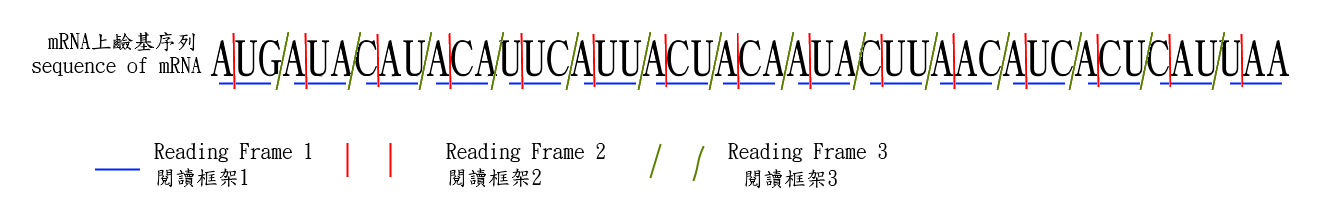
三種閱讀框架圖示

閱讀框架（英語：Reading Frame）在分子生物學中是指將mRNA的鹼基序列劃分成連續、互不重疊的三元組的方式或這樣的劃分方式在相應DNA上的對應。這樣的三元組稱爲密碼子。每個密碼子可編碼一個氨基酸或作轉譯的終止信號。
通常我們把一條核酸鏈的5'端（磷酸基團端）稱爲首端，將其3'端稱爲尾端。翻譯時核糖體讀取mRNA的方向爲5'端到3'端。閱讀框架一共有三種，劃分各相隔一個鹼基。
通常來說，一段鹼基序列只採用一種閱讀框架（這種閱讀框架稱爲開放閱讀框（ORF）），而另外兩種讀框則因爲會頻繁出現終止密碼子而被關閉。但在一些病毒內，一段鹼基序列卻可以採用多種重疊的讀框。哺乳動物也有相似的例子：由線粒體DNA中編碼ATP酶的兩個亞基的區域轉錄出的mRNA在同一序列區域有閱讀框架重疊的現象。

## 開放閱讀框
一個開放閱讀框（ORF）指mRNA採用這種讀框可以翻譯出多肽鏈的閱讀框。在起始密碼子後，會緊跟着一段編碼氨基酸的密碼子，最後，翻譯會停止於終止密碼子處。

## 閱讀框架重疊
同一段鹼基序列採用多種的閱讀框方式使得重疊基因成爲了可能。這種現象在病毒、原核生物和線粒體中很常見。